# КК Партизан сезона 2018/19.
КК Партизан НИС сезона 2018/19  обухвата све резултате и остале информације везане за наступ Партизана у сезони 2018/19. и то у следећим такмичењима: Еврокуп, Јадранска лига, Суперкуп Јадранске лиге, Суперлига Србије и Куп Радивоја Кораћа.

## Састав
Састав који је завршио сезону 2018/19.

## Графикон позиција
| Поз. | Стартер           | Клупа 1         | Клупа 2         | Резерве/повређени     |
| ---- | ----------------- | --------------- | --------------- | --------------------- |
| Ц    | Џок Лендејл       | Ђорђе Гагић     | Никола Јанковић |                       |
| КЦ   | Новица Величковић | Стефан Јанковић | Марко Пецарски  |                       |
| К    | Раде Загорац      | Бонџа Си        |                 |                       |
| Б    | Вања Маринковић   | Маркус Пејџ     | Амар Гегић      | Александар Аранитовић |
| П    | Алекс Ренфро      | Алексеј Николић |                 |                       |

## Прелазни рок

### Дошли
| Број | Позиција | Националност              | Име и презиме   | Дошао из                               | Реф.        |
| ---- | -------- | ------------------------- | --------------- | -------------------------------------- | ----------- |
| 8    | К        | Србија                    | Ђорђе Пажин     | Младост Земун (вратио се са позајмице) | [ 1 ] [ 2 ] |
| 25   | К        | Србија                    | Раде Загорац    | Севиља                                 | [ 3 ]       |
| 77   | Б        | Словенија                 | Алексеј Николић | Брозе Бамберг                          | [ 4 ]       |
| 2    | Б        | Сједињене Америчке Државе | Маркус Пејџ     | Шарлот хорнетси                        | [ 5 ]       |
| 34   | Ц        | Аустралија                | Џок Лендејл     | Сент Мерис                             | [ 6 ]       |
| 11   | Б        | Босна и Херцеговина       | Амар Гегић      | Бајерн Минхен                          | [ 7 ]       |
| 3    | Б        | Србија                    | Урош Трифуновић | Пинар Каршијака U18                    | [ 2 ] [ 8 ] |
| 33   | Ц/КЦ     | Србија                    | Стефан Јанковић | Црвена звезда                          | [ 9 ]       |
| 21   | К/Б      | Сједињене Америчке Државе | Ентони Браун    | Минесота тимбервулвси                  | [ 10 ]      |
| 32   | К/Б      | Босна и Херцеговина       | Алекс Ренфро    | Манреса                                | [ 11 ]      |
| 1    | КЦ/Ц     | Србија                    | Никола Јанковић | Естудијантес                           | [ 12 ]      |
| 10   | ПЛ       | Србија                    | Огњен Јарамаз   | Мирафлорес (позајмица)                 | [ 13 ]      |
|      | Ц        | Србија                    | Душан Милетић   | Слога Краљево                          | [ 14 ]      |
| 4    | Б/ПЛ     | Србија                    | Василије Пушица | Нортестерн Хускис                      | [ 15 ]      |

### Отишли
| Број | Позиција | Националност              | Име и презиме       | Отишао у       | Реф.                 |
| ---- | -------- | ------------------------- | ------------------- | -------------- | -------------------- |
| 4    | К        | Сједињене Америчке Државе | Кваме Ван           | Задар          | [ 16 ] [ 17 ]        |
| 37   | Ц        | Гана                      | Амида Брајма        | Остин спарси   | [ 16 ] [ 18 ]        |
| 24   | К        | Србија                    | Марко Чакаревић     | Динамик        | [ 16 ] [ 19 ] [ 20 ] |
| 21   | К        | Србија                    | Михајло Андрић      | Гетинген       | [ 21 ] [ 22 ]        |
| 14   | Ц        | Босна и Херцеговина       | Обрад Томић         | Рогашка        | [ 23 ] [ 24 ]        |
| 95   | Ц        | Србија                    | Ђоко Шалић          | Хелиос Сунс    | [ 23 ] [ 25 ]        |
| 3    | ПЛ       | Сједињене Америчке Државе | Најџел Вилијамс-Гос | Олимпијакос    | [ 26 ] [ 27 ]        |
| 8    | Б        | Србија                    | Слободан Јовановић  | Спарс Сарајево | [ 28 ] [ 29 ]        |
| 21   | К/Б      | Сједињене Америчке Државе | Ентони Браун        | Лејкланд меџик | [ 30 ] [ 31 ]        |
| 17   | КЦ       | Србија                    | Страхиња Гавриловић | Борац Чачак    | [ 32 ] [ 33 ]        |

### Играчи са двојним држављанством
- Амар Гегић ,
- Стефан Јанковић ,
- Маркус Пејџ ,
- Бонџа Си ,

### Играчи на позајмицама
| Кошаркаши Партизана на позајмицама |                    |          |                |                |
| Националност                       | Име и презиме      | Позиција | На позајмици у | До             |
| Србија                             | Тадија Тадић       | ПЛ       | Младост Земун  | Септембар 2018 |
| Србија                             | Никола Танасковић  | К        | Младост Земун  | Септембар 2018 |
| Србија                             | Богдан Рутешић     | К        | Младост Земун  | Септембар 2018 |
| Србија                             | Александар Давитко | ПЛ       | Младост Земун  | Септембар 2018 |
| Србија                             | Богдан Трифуновић  | К/Б      | Младост Земун  | Септембар 2018 |
| Србија                             | Марко Вукојичић    | Б        | Младост Земун  | Септембар 2018 |
| Србија                             | Димитрије Николић  | Ц        | Младост Земун  | Септембар 2018 |
| Србија                             | Урош Трифуновић    | Б        | Младост Земун  | Октобар 2018   |
| Србија                             | Душан Танасковић   | Ц        | Младост Земун  | Октобар 2018   |
| Србија                             | Душан Милетић      | Ц        | Борац Чачак    | Март 2019      |

## Пријатељски мечеви

### Резултати
| Датум        | Време | Меч                | Меч | Меч          | Резултат      |
| ------------ | ----- | ------------------ | --- | ------------ | ------------- |
| 29. 08. 2018 | 18:00 | Партизан НИС       | -   | Олденбург    | 93—95 (Прод.) |
| 01. 09. 2018 | 18:30 | Партизан НИС       | -   | Клуж-Напока  | 68—75         |
| 05. 09. 2018 | 20:15 | Киролбет Басконија | -   | Партизан НИС | 91—54         |
| 08. 09. 2018 | 18:00 | Сарагоса           | -   | Партизан НИС | 87—81         |
| 09. 09. 2018 | 19:15 | Иберостар Тенерифе | -   | Партизан НИС | 103—65        |
| 11. 09. 2018 | 18:00 | Партизан НИС       | -   | Ангола       | 90—75         |
| 12. 09. 2018 | 20:45 | Барселона Ласа     | -   | Партизан НИС | 101—64        |
| 01. 12. 2018 | 18:00 | Мега Бемакс        | -   | Партизан НИС | 82—93         |

## Суперкуп Јадранске лиге
Суперкуп Јадранске лиге у кошарци је 2018. године одржан по други пут. Домаћин турнира били су Лакташи у периоду од од 20. до 23. септембра 2018. године, а сви мечеви су одиграни у Спортској дворани Лакташи.
Партизан је победио Морнар из Бара у четвртфиналу, потом је у полуфиналу избачен од Будућности из Подгорице, касније је пехар подигла Црвена звезда.

### Четвртфинале
| 20. 9. 2018. 18:00 | Извештај | Морнар Бар                                                                      | 77 : 91 | Партизан НИС                              | Спортска дворана Лакташи, Лакташи Гледаоци: 1.000 Судије: Саша Пукл, Марио Мајкић, Александар Давидов |  |
| 20. 9. 2018. 18:00 | Извештај | Четвртине: 18:22, 26:25, 19:20, 14:24                                           |         |                                           | Спортска дворана Лакташи, Лакташи Гледаоци: 1.000 Судије: Саша Пукл, Марио Мајкић, Александар Давидов |  |
| 20. 9. 2018. 18:00 | Извештај | Поени: Карингтон 20 Скокови: Луковић 9 Асистенције: Врањеш 6 Индекс: Луковић 22 |         | Гагић 23 Гагић, Загорац 6 Пејџ 8 Гагић 27 | Спортска дворана Лакташи, Лакташи Гледаоци: 1.000 Судије: Саша Пукл, Марио Мајкић, Александар Давидов |  |

### Полуфинале
| 22. 9. 2018. 18:00 | Извештај | Партизан НИС                                                                   | 87 : 90 | Будућност ВОЛИ                             | Спортска дворана Лакташи, Лакташи Гледаоци: 2.000 Судије: Саша Пукл, Томислав Хордов, Гордан Терлевић |  |
| 22. 9. 2018. 18:00 | Извештај | Четвртине: 24:19, 25:24, 18:22, 9:11, 11:14                                    |         |                                            | Спортска дворана Лакташи, Лакташи Гледаоци: 2.000 Судије: Саша Пукл, Томислав Хордов, Гордан Терлевић |  |
| 22. 9. 2018. 18:00 | Извештај | Поени: Маринковић 19 Скокови: Лендејл 9 Асистенције: Пејџ 7 Индекс: Лендејл 22 |         | Е. Кларк 17 Шеховић 7 Џексон 5 К. Кларк 21 | Спортска дворана Лакташи, Лакташи Гледаоци: 2.000 Судије: Саша Пукл, Томислав Хордов, Гордан Терлевић |  |

## Јадранска лига
Партизан је у регуларном делу Јадранске лиге завршио на 4. месту са скором од 14 победа и 8 пораза. У полуфиналу доигравања црно-бели су се састали са Црвеном звездом где су поражени укупним резултатом у серији 2:1.

### Резултати
- Регуларни део сезоне:

| Датум        | Време | Меч               | Меч | Меч               | Резултат      |
| ------------ | ----- | ----------------- | --- | ----------------- | ------------- |
| 29. 09. 2018 | 20:00 | Цедевита          | -   | Партизан НИС      | 84—87         |
| 06. 10. 2018 | 21:00 | Партизан НИС      | -   | Петрол Олимпија   | 82—79         |
| 14. 10. 2018 | 17:00 | Морнар Бар        | -   | Партизан НИС      | 97—94         |
| 20. 10. 2018 | 17:00 | Крка              | -   | Партизан НИС      | 80—76         |
| 27. 10. 2018 | 21:00 | Партизан НИС      | -   | Задар             | 85—95         |
| 03. 11. 2018 | 17:00 | Мега Бемакс       | -   | Партизан НИС      | 74—81         |
| 10. 11. 2018 | 19:00 | Партизан НИС      | -   | Цибона            | 86—67         |
| 18. 11. 2018 | 19:00 | Будућност ВОЛИ    | -   | Партизан          | 75—71         |
| 24. 11. 2018 | 17:00 | Партизан НИС      | -   | Црвена звезда МТС | 71—77         |
| 08. 12. 2018 | 17:00 | Игокеа            | -   | Партизан НИС      | 84—97         |
| 15. 12. 2018 | 21:00 | Партизан НИС      | -   | ФМП               | 83—77         |
| 22. 12. 2018 | 19:00 | Партизан НИС      | -   | Цедевита          | 71—76         |
| 29. 12. 2018 | 17:00 | Петрол Олимпија   | -   | Партизан НИС      | 66—72         |
| 05. 01. 2019 | 19:00 | Партизан НИС      | -   | Морнар Бар        | 75—73         |
| 12. 01. 2019 | 19:00 | Партизан НИС      | -   | Крка              | 87—55         |
| 19. 01. 2019 | 17:00 | Задар             | -   | Партизан НИС      | 92—97 (Прод.) |
| 26. 01. 2019 | 19:00 | Партизан НИС      | -   | Мега Бемакс       | 98—86         |
| 02. 02. 2019 | 17:00 | Цибона            | -   | Партизан НИС      | 59—83         |
| 10. 02. 2019 | 19:00 | Партизан НИС      | -   | Будућност ВОЛИ    | 76—67         |
| 03. 03. 2019 | 18:00 | Црвена звезда МТС | -   | Партизан НИС      | 70—68         |
| 09. 03. 2019 | 19:00 | Партизан НИС      | -   | Игокеа            | 67—57         |
| 16. 03. 2019 | 17:00 | ФМП               | -   | Партизан НИС      | 73—72         |

- Плеј-оф:

| Датум        | Време | Меч               | Меч | Меч               | Резултат        |
| ------------ | ----- | ----------------- | --- | ----------------- | --------------- |
| 23. 03. 2019 | 19:00 | Црвена звезда МТС | -   | Партизан НИС      | 106—101 (Прод.) |
| 30. 03. 2019 | 19:00 | Партизан НИС      | -   | Црвена звезда МТС | 70—67           |
| 06. 04. 2019 | 18:00 | Црвена звезда МТС | -   | Партизан НИС      | 84—63           |

### Табела
Домаћини су наведени у левој колони.
| Екипа             | БУД   | ЗАД    | ИГО    | КРК    | МЕГ    | МОР    | ПАР   | ПОЛ     | ФМП   | ЦЕД     | ЦИБ    | ЦЗВ   |
| ----------------- | ----- | ------ | ------ | ------ | ------ | ------ | ----- | ------- | ----- | ------- | ------ | ----- |
| Будућност ВОЛИ    | XXX   | 75:69  | 96:70  | 86:64  | 91:85  | 102:71 | 75:71 | 85:69   | 79:59 | 80:78   | 91:82  | 71:87 |
| Задар             | 69:89 | XXX    | 95:80  | 64:72  | 80:84  | 83:93  | 92:97 | 84:80   | 79:85 | 85:95   | 95:91  | 69:87 |
| Игокеа            | 78:85 | 100:82 | XXX    | 91:73  | 79:80  | 81:60  | 84:97 | 115:105 | 74:85 | 75:78   | 87:69  | 77:79 |
| Крка              | 69:64 | 77:78  | 69:71  | XXX    | 82:69  | 80:76  | 80:76 | 62:59   | 71:76 | 82:71   | 90:100 | 66:96 |
| Мега Бемакс       | 70:77 | 85:97  | 93:88  | 80:72  | XXX    | 82:80  | 74:81 | 81:77   | 89:61 | 101:107 | 82:80  | 68:78 |
| Морнар Бар        | 95:99 | 89:81  | 97:103 | 86:77  | 80:84  | XXX    | 97:94 | 80:75   | 79:69 | 102:103 | 91:78  | 57:90 |
| Партизан НИС      | 76:67 | 85:95  | 67:57  | 87:55  | 98:86  | 75:73  | XXX   | 82:79   | 83:77 | 71:76   | 86:67  | 71:77 |
| Петрол Олимпија   | 72:77 | 91:81  | 92:69  | 70:69  | 91:78  | 87:66  | 66:72 | XXX     | 88:86 | 70:98   | 78:80  | 60:83 |
| ФМП               | 70:87 | 99:86  | 87:78  | 93:65  | 106:89 | 82:84  | 73:72 | 64:63   | XXX   | 81:95   | 93:88  | 72:81 |
| Цедевита          | 63:58 | 83:72  | 100:80 | 104:75 | 86:95  | 94:80  | 84:87 | 95:82   | 87:85 | XXX     | 89:68  | 84:68 |
| Цибона            | 83:77 | 66:97  | 84:86  | 99:71  | 89:71  | 84:73  | 59:83 | 87:70   | 90:71 | 78:75   | XXX    | 54:76 |
| Црвена звезда МТС | 86:72 | 97:70  | 96:75  | 80:66  | 100:76 | 104:71 | 70:68 | 89:61   | 79:62 | 94:79   | 78:68  | XXX   |

|    | Тим               | Игр. | Поб. | Изг. | П+   | П-   | П+/- | Бод |
| -- | ----------------- | ---- | ---- | ---- | ---- | ---- | ---- | --- |
| 1  | Црвена звезда МТС | 22   | 21   | 1    | 1875 | 1517 | +358 | 43  |
| 2  | Цедевита          | 22   | 16   | 6    | 1924 | 1769 | +155 | 38  |
| 3  | Будућност ВОЛИ    | 22   | 16   | 6    | 1783 | 1636 | +147 | 38  |
| 4  | Партизан НИС      | 22   | 14   | 8    | 1779 | 1663 | +116 | 36  |
| 5  | Мега Бемакс       | 22   | 10   | 12   | 1802 | 1880 | -78  | 32  |
| 6  | ФМП               | 22   | 10   | 12   | 1736 | 1786 | -50  | 32  |
| 7  | Цибона            | 22   | 9    | 13   | 1744 | 1810 | -66  | 31  |
| 8  | Игокеа            | 22   | 8    | 14   | 1798 | 1869 | -71  | 30  |
| 9  | Морнар Бар        | 22   | 8    | 14   | 1780 | 1907 | -127 | 30  |
| 10 | Крка              | 22   | 7    | 15   | 1587 | 1776 | -189 | 29  |
| 11 | Задар             | 22   | 7    | 15   | 1803 | 1900 | -97  | 29  |
| 12 | Петрол Олимпија   | 22   | 6    | 16   | 1685 | 1783 | -98  | 28  |

Легенда:

### Полуфинале
Први пар:
| 23. 3. 2019. 19:00 | Извештај | Црвена звезда МТС                                                              | 106 : 101 | Партизан НИС                              | Хала Пионир, Београд Гледаоци: 5.989 Судије: Илија Белошевић, Дамир Јавор, Томислав Хордов |  |
| 23. 3. 2019. 19:00 | Извештај | Четвртине: 21:11, 15:24, 24:28, 25:22, 21:16                                   |           |                                           | Хала Пионир, Београд Гледаоци: 5.989 Судије: Илија Белошевић, Дамир Јавор, Томислав Хордов |  |
| 23. 3. 2019. 19:00 | Извештај | Поени: Барон 23 Скокови: Давидовац 6 Асистенције: Човић 9 Индекс: Давидовац 26 |           | Маринковић 20 Си 6 Ренфро 8 Маринковић 21 | Хала Пионир, Београд Гледаоци: 5.989 Судије: Илија Белошевић, Дамир Јавор, Томислав Хордов |  |

| 30. 3. 2019. 19:00 | Извештај | Партизан НИС                                                                          | 70 : 67 | Црвена звезда МТС                         | Хала Пионир, Београд Гледаоци: 6.500 Судије: Матеј Болтаузер, Саша Пукл, Милош Кољеншић |  |
| 30. 3. 2019. 19:00 | Извештај | Четвртине: 13:9, 21:18, 14:22, 22:18                                                  |         |                                           | Хала Пионир, Београд Гледаоци: 6.500 Судије: Матеј Болтаузер, Саша Пукл, Милош Кољеншић |  |
| 30. 3. 2019. 19:00 | Извештај | Поени: Маринковић 18 Скокови: Лендејл 8 Асистенције: 4 играча 3 Индекс: Маринковић 22 |         | Перпероглу 16 Оџо 6 Човић 7 Перпероглу 12 | Хала Пионир, Београд Гледаоци: 6.500 Судије: Матеј Болтаузер, Саша Пукл, Милош Кољеншић |  |

| 6. 4. 2019. 18:00 | Извештај | Црвена звезда МТС                                                                 | 84 : 63 | Партизан НИС                                          | Хала Пионир, Београд Гледаоци: 6.858 Судије: Сретен Радовић, Сашо Петек, Марио Мајкић |  |
| 6. 4. 2019. 18:00 | Извештај | Четвртине: 21:13, 23:15, 20:13, 20:22                                             |         |                                                       | Хала Пионир, Београд Гледаоци: 6.858 Судије: Сретен Радовић, Сашо Петек, Марио Мајкић |  |
| 6. 4. 2019. 18:00 | Извештај | Поени: Перпероглу 18 Скокови: Оџо 8 Асистенције: Човић 6 Индекс: Добрић, Човић 13 |         | Маринковић 12 Величковић, Пејџ 6 Ренфро 8 Јанковић 15 | Хала Пионир, Београд Гледаоци: 6.858 Судије: Сретен Радовић, Сашо Петек, Марио Мајкић |  |

## Еврокуп
Партизан је у овој сезони играо у Еврокупу након освојеног 5. места у претходној сезони АБА лиге. Црно-бели су у групној фази такмичења завршили на 3. месту са 4 победа и 6 пораза. У другој фази такмичења Топ 16 фази Партизан је заузео 4. место након неизвесног расплета у доста изједначеној групи и испао из такмичења са 2 победе и 4 пораза.

### Резултати
| Датум        | Време | Меч                | Меч | Меч                | Резултат |
| ------------ | ----- | ------------------ | --- | ------------------ | -------- |
| 03. 10. 2018 | 20:30 | Тренто             | -   | Партизан НИС       | 82—73    |
| 09. 10. 2018 | 20:00 | Партизан НИС       | -   | Зенит С. Петербург | 89—82    |
| 17. 10. 2018 | 20:45 | Валенсија          | -   | Партизан НИС       | 79—71    |
| 23. 10. 2018 | 19:00 | Партизан НИС       | -   | Асвел              | 78—89    |
| 31. 10. 2018 | 18:00 | Турк Телеком       | -   | Партизан НИС       | 77—72    |
| 06. 11. 2018 | 20:00 | Партизан НИС       | -   | Тренто             | 76—71    |
| 14. 11. 2018 | 18:00 | Зенит С. Петербург | -   | Партизан НИС       | 75—71    |
| 21. 11. 2018 | 19:00 | Партизан НИС       | -   | Валенсија          | 61—69    |
| 11. 12. 2018 | 20:30 | Асвел              | -   | Партизан НИС       | 75—78    |
| 19. 12. 2018 | 20:00 | Партизан НИС       | -   | Турк Телеком       | 87—72    |

### Табела
Домаћини су наведени у левој колони.
| Екипа                    | АСВ   | ВАЛ    | ТРЕ    | ЗЕН   | ПАР   | ТУРК   |
| ------------------------ | ----- | ------ | ------ | ----- | ----- | ------ |
| Асвел                    | XXX   | 73:69  | 75:61  | 89:68 | 75:78 | 84:63  |
| Валенсија                | 84:62 | XXX    | 87:66  | 97:89 | 79:71 | 101:83 |
| Доломити Енерђија Тренто | 79:77 | 83:95  | XXX    | 60:93 | 82:73 | 77:81  |
| Зенит Санкт Петербург    | 81:84 | 104:93 | 99:102 | XXX   | 75:71 | 91:80  |
| Партизан НИС             | 78:89 | 61:69  | 76:71  | 89:82 | XXX   | 87:72  |
| Турк Телеком             | 78:83 | 67:72  | 84:77  | 81:75 | 77:72 | XXX    |

|    | Екипа                    | Игр. | Поб. | Изг. | П+  | П-  | П+/- | Тај-брек  |
| -- | ------------------------ | ---- | ---- | ---- | --- | --- | ---- | --------- |
| 1. | Валенсија                | 10   | 8    | 2    | 846 | 759 | +87  |           |
| 2. | Асвел                    | 10   | 7    | 3    | 781 | 732 | +49  |           |
| 3. | Партизан НИС             | 10   | 4    | 6    | 756 | 771 | -15  | 2-2 (+13) |
| 4. | Зенит Санкт Петербург    | 10   | 4    | 6    | 840 | 823 | +17  | 2-2 (+2)  |
| 5. | Турк Телеком             | 10   | 4    | 6    | 766 | 819 | -53  | 2-2 (-15) |
| 6. | Доломити Енерђија Тренто | 10   | 3    | 7    | 745 | 830 | -85  |           |

- НАПОМЕНА: Поени постигнути у продужецима нису урачунати у табели, а не користе се ни за одређивање предности у случају да су тимови изједначени.

### Резултати
| Датум        | Време | Меч          | Меч | Меч          | Резултат |
| ------------ | ----- | ------------ | --- | ------------ | -------- |
| 02. 01. 2019 | 18:00 | Ритас Виљнус | -   | Партизан НИС | 80—74    |
| 09. 01. 2019 | 20:00 | Партизан НИС | -   | АЛБА Берлин  | 78—66    |
| 15. 01. 2019 | 19:00 | Партизан НИС | -   | Монако       | 68—72    |
| 20. 01. 2019 | 19:00 | Монако       | -   | Партизан НИС | 68—71    |
| 30. 01. 2019 | 20:00 | Партизан НИС | -   | Ритас Виљнус | 77—78    |
| 05. 02. 2019 | 20:45 | АЛБА Берлин  | -   | Партизан     | 97—74    |

### Табела
Домаћини су наведени у левој колони.
| Екипа        | АЛБА  | МОН   | ПАР   | РИТ   |
| ------------ | ----- | ----- | ----- | ----- |
| АЛБА Берлин  | XXX   | 83:74 | 97:74 | 87:85 |
| Монако       | 61:75 | XXX   | 68:71 | 75:70 |
| Партизан НИС | 78:66 | 68:72 | XXX   | 77:78 |
| Ритас        | 86:94 | 90:68 | 80:74 | XXX   |

|    | Екипа        | Игр. | Поб. | Изг. | П+  | П-  | П+/- | Тај-брек |
| -- | ------------ | ---- | ---- | ---- | --- | --- | ---- | -------- |
| 1. | АЛБА Берлин  | 6    | 5    | 1    | 487 | 451 | +36  |          |
| 2. | Ритас        | 6    | 3    | 3    | 482 | 460 | +22  |          |
| 3. | Монако       | 6    | 2    | 4    | 418 | 457 | -39  | 1—1 (+1) |
| 4. | Партизан НИС | 6    | 2    | 4    | 442 | 461 | -19  | 1—1 (-1) |

- НАПОМЕНА: Поени постигнути у продужецима нису урачунати у табели, а не користе се ни за одређивање предности у случају да су тимови изједначени.

## Куп Радивоја Кораћа
Куп Радивоја Кораћа је 2019. године одржан по тринаести пут као национални кошаркашки куп Србије. Домаћин завршног турнира био је Ниш у периоду од 14. до 17. фебруара 2019, а сви мечеви су одиграни у Спортском центру Чаир. Насловни спонзор такмичења ове године је било Триглав осигурање.
Партизан је у Купу Радивоја Кораћа у четвртфиналу савладао екипу Новог Пазара, потом у полуфиналу ФМП а у финалу су победили екипу Црвене звезде после драматичне завршнице.
Партизану је ово рекордна 7. титула у Купу Радивоја Кораћа, а рачунајући трофеје из бивших југословенских република, Партизан има 15. титула у Куповима укупно.

### Четвртфинале
| 14. 2. 2019. 19:30 | Извештај | Партизан НИС                                                              | 102 : 72 | Нови Пазар                                 | Спортски центар Чаир, Ниш Гледаоци: 2.000 Судије: Саша Маричић, Иван Стефановић, Драган Матић |  |
| 14. 2. 2019. 19:30 | Извештај | Четвртине: 26:20, 25:15, 23:19, 28:18                                     |          |                                            | Спортски центар Чаир, Ниш Гледаоци: 2.000 Судије: Саша Маричић, Иван Стефановић, Драган Матић |  |
| 14. 2. 2019. 19:30 | Извештај | Поени: Гагић 27 Скокови: Гагић 12 Асистенције: Јарамаз 7 Индекс: Гагић 42 |          | Радоњић 21 Вујовић 7 Бербаков 5 Вујовић 15 | Спортски центар Чаир, Ниш Гледаоци: 2.000 Судије: Саша Маричић, Иван Стефановић, Драган Матић |  |

### Полуфинале
| 16. 2. 2019. 17:00 | Извештај | ФМП                                                               | 71 : 83 | Партизан НИС                             | Спортски центар Чаир, Ниш Гледаоци: 3.000 Судије: Илија Белошевић, Урош Обркнежевић, Урош Николић |  |
| 16. 2. 2019. 17:00 | Извештај | Четвртине: 16:21, 20:18, 21:24, 14:20                             |         |                                          | Спортски центар Чаир, Ниш Гледаоци: 3.000 Судије: Илија Белошевић, Урош Обркнежевић, Урош Николић |  |
| 16. 2. 2019. 17:00 | Извештај | Поени: Пот 15 Скокови: Рит 10 Асистенције: Ребец 6 Индекс: Рит 20 |         | Лендејл 18 Лендејл 8 Ренфро 8 Лендејл 25 | Спортски центар Чаир, Ниш Гледаоци: 3.000 Судије: Илија Белошевић, Урош Обркнежевић, Урош Николић |  |

### Финале
| 17. 2. 2019. 17:00 | Извештај | Партизан НИС                                                                         | 76 : 74 | Црвена звезда МТС                                  | Спортски центар Чаир, Ниш Гледаоци: 4.500 Судије: Илија Белошевић, Урош Обркнежевић, Миливоје Јовчић |  |
| 17. 2. 2019. 17:00 | Извештај | Четвртине: 19:18, 18:15, 18:24, 21:17                                                |         |                                                    | Спортски центар Чаир, Ниш Гледаоци: 4.500 Судије: Илија Белошевић, Урош Обркнежевић, Миливоје Јовчић |  |
| 17. 2. 2019. 17:00 | Извештај | Поени: Ренфро, Лендејл 18 Скокови: Ренфро 7 Асистенције: Ренфро 10 Индекс: Ренфро 26 |         | Барон 18 Перпероглу, Ристић 5 Регланд 9 Регланд 20 | Спортски центар Чаир, Ниш Гледаоци: 4.500 Судије: Илија Белошевић, Урош Обркнежевић, Миливоје Јовчић |  |

## Суперлига Србије

### Резултати
| Датум        | Време | Меч             | Меч | Меч             | Резултат |
| ------------ | ----- | --------------- | --- | --------------- | -------- |
| 26. 04. 2019 | 20:00 | Партизан НИС    | -   | Мега Бемакс     | 102:69   |
| 02. 05. 2019 | 19:00 | Партизан НИС    | -   | Тамиш           | 84:80    |
| 05. 05. 2019 | 20:30 | Партизан НИС    | -   | Динамик ВИП ПЕЈ | 96:58    |
| 09. 05. 2019 | 17:00 | Нови Пазар      | -   | Партизан НИС    | 66:81    |
| 12. 05. 2019 | 19:00 | Слобода Ужице   | -   | Партизан НИС    | 62:84    |
| 16. 05. 2019 | 17:30 | Мега Бемакс     | -   | Партизан НИС    | 81:90    |
| 19. 05. 2019 | 19:00 | Тамиш           | -   | Партизан НИС    | 62:88    |
| 23. 05. 2019 | 18:00 | Динамик ВИП ПЕЈ | -   | Партизан НИС    | 62:91    |
| 26. 05. 2019 | 20:00 | Партизан НИС    | -   | Нови Пазар      | 93:67    |
| 30. 05. 2019 | 18:00 | Партизан НИС    | -   | Слобода Ужице   | 85:49    |

| 1. коло                |        |
| Тамиш — Динамик        | 72:64  |
| Партизан — Мега Бемакс | 102:69 |
| Нови Пазар — Слобода   | 81:90  |

| 2. коло                  |       |
| Динамик — Слобода        | 85:79 |
| Мега Бемакс — Нови Пазар | 97:95 |
| Партизан — Тамиш         | 84:80 |

| 3. коло               |        |
| Партизан — Динамик    | 96:58  |
| Нови Пазар — Тамиш    | 92:84  |
| Слобода — Мега Бемакс | 80:105 |

| 4. коло               |        |
| Динамик — Мега Бемакс | 85:102 |
| Тамиш — Слобода       | 90:77  |
| Нови Пазар — Партизан | 66:81  |

| 5. коло              |        |
| Нови Пазар — Динамик | 73:80  |
| Слобода — Партизан   | 62:84  |
| Мега Бемакс — Тамиш  | 102:64 |

| 6. коло                |        |
| Динамик — Тамиш        | 77:76  |
| Мега Бемакс — Партизан | 81:90  |
| Слобода — Нови Пазар   | 83:100 |

| 7. коло                  |       |
| Слобода — Динамик        | 81:82 |
| Нови Пазар — Мега Бемакс | 88:71 |
| Тамиш — Партизан         | 62:88 |

| 8. коло               |       |
| Динамик — Партизан    | 62:91 |
| Тамиш — Нови Пазар    | 72:89 |
| Мега Бемакс — Слобода | 96:66 |

| 9. коло               |        |
| Мега Бемакс — Динамик | 125:98 |
| Слобода — Тамиш       | 86:76  |
| Партизан — Нови Пазар | 93:67  |

| 10. коло             |         |
| Динамик — Нови Пазар | 116:113 |
| Партизан — Слобода   | 85:49   |
| Тамиш — Мега Бемакс  | 69:121  |

### Табела

#### Резултати
Домаћини су наведени у левој колони.
| Екипа           | ДИН    | МЕГ    | НПА     | ПАР   | СЛО   | ТАМ    |
| --------------- | ------ | ------ | ------- | ----- | ----- | ------ |
| Динамик ВИП ПЕЈ | XXX    | 85:102 | 116:113 | 62:91 | 85:79 | 77:76  |
| Мега Бемакс     | 125:98 | XXX    | 97:95   | 81:90 | 96:66 | 102:64 |
| Нови Пазар      | 73:80  | 88:71  | XXX     | 66:81 | 81:90 | 92:84  |
| Партизан НИС    | 96:58  | 102:69 | 93:67   | XXX   | 85:49 | 84:80  |
| Слобода Ужице   | 81:82  | 80:105 | 83:100  | 62:84 | XXX   | 86:76  |
| Тамиш           | 72:64  | 69:121 | 72:89   | 62:88 | 90:77 | XXX    |

|   | Тим             | Игр. | Поб. | Изг. | П+  | П-  | П+/- | Бод |
| - | --------------- | ---- | ---- | ---- | --- | --- | ---- | --- |
| 1 | Партизан НИС    | 10   | 10   | 0    | 894 | 656 | +238 | 20  |
| 2 | Мега Бемакс     | 10   | 7    | 3    | 969 | 837 | +132 | 17  |
| 3 | Динамик ВИП ПЕЈ | 10   | 5    | 5    | 807 | 908 | -101 | 15  |
| 4 | Нови Пазар      | 10   | 4    | 6    | 864 | 867 | -3   | 14  |
| 5 | Тамиш           | 10   | 2    | 8    | 745 | 880 | -135 | 12  |
| 6 | Слобода Ужице   | 10   | 2    | 8    | 753 | 884 | -131 | 12  |

Легенда:

### Полуфинале
Други пар:
| 3. 6. 2019. 18:00 | Извештај | Партизан НИС                                                                  | 93 : 75 | ФМП                                                 | Хала Пионир, Београд Гледаоци: 3.700 Судије: Илија Белошевић, Марко Јурас, Владимир Јевтовић |  |
| 3. 6. 2019. 18:00 | Извештај | Четвртине: 21:16, 27:21, 23:24, 22:14                                         |         |                                                     | Хала Пионир, Београд Гледаоци: 3.700 Судије: Илија Белошевић, Марко Јурас, Владимир Јевтовић |  |
| 3. 6. 2019. 18:00 | Извештај | Поени: Гагић 18 Скокови: Гагић 10 Асистенције: Ренфро 7 Индекс: Величковић 23 |         | Ђорђевић 18 Ђорђевић 7 Пот, Ускоковић 4 Ђорђевић 20 | Хала Пионир, Београд Гледаоци: 3.700 Судије: Илија Белошевић, Марко Јурас, Владимир Јевтовић |  |

| 5. 6. 2019. 19:00 | Извештај | ФМП                                                                                 | 88 : 85 | Партизан НИС                                                                             | Дворана Железник, Београд Гледаоци: 450 Судије: Миливоје Јовчић, Урош Николић, Немања Нинковић |  |
| 5. 6. 2019. 19:00 | Извештај | Четвртине: 19:22, 18:23, 26:15, 25:25                                               |         |                                                                                          | Дворана Железник, Београд Гледаоци: 450 Судије: Миливоје Јовчић, Урош Николић, Немања Нинковић |  |
| 5. 6. 2019. 19:00 | Извештај | Поени: Ђорђевић, Ускоковић 18 Скокови: Ђорђевић 7 Асистенције: Пот 8 Индекс: Пот 22 |         | Маринковић 19 Н. Јанковић, Пејџ 6 Маркус Пејџ, Алекс Ренфро 5 Маринковић, Н. Јанковић 15 | Дворана Железник, Београд Гледаоци: 450 Судије: Миливоје Јовчић, Урош Николић, Немања Нинковић |  |

| 7. 6. 2019. 19:00 | Извештај | Партизан НИС                                                                                | 97 : 59 | ФМП                                     | Хала Пионир, Београд Гледаоци: 3.500 Судије: Илија Белошевић, Урош Обркнежевић, Александар Глишић |  |
| 7. 6. 2019. 19:00 | Извештај | Четвртине: 23:12, 29:16, 22:17, 23:14                                                       |         |                                         | Хала Пионир, Београд Гледаоци: 3.500 Судије: Илија Белошевић, Урош Обркнежевић, Александар Глишић |  |
| 7. 6. 2019. 19:00 | Извештај | Поени: С. Јанковић 21 Скокови: С. Јанковић 13 Асистенције: Загорац 9 Индекс: С. Јанковић 32 |         | Ђорђевић 19 Момиров 5 Пот 3 Ђорђевић 17 | Хала Пионир, Београд Гледаоци: 3.500 Судије: Илија Белошевић, Урош Обркнежевић, Александар Глишић |  |

### Финале
| 10. 6. 2019. 18:00 | Извештај | Црвена звезда МТС                                                        | 98 : 94 | Партизан НИС                                     | Хала Пионир, Београд Гледаоци: 5.231 Судије: Миливоје Јовчић, Александар Глишић, Владимир Јевтовић |  |
| 10. 6. 2019. 18:00 | Извештај | Четвртине: 30:22, 18:18, 25:28, 25:26                                    |         |                                                  | Хала Пионир, Београд Гледаоци: 5.231 Судије: Миливоје Јовчић, Александар Глишић, Владимир Јевтовић |  |
| 10. 6. 2019. 18:00 | Извештај | Поени: Давидовац 20 Скокови: Оџо 8 Асистенције: Човић 5 Индекс: Човић 28 |         | Ренфро 20 Јанковић 7 Јарамаз, Ренфро 4 Ренфро 24 | Хала Пионир, Београд Гледаоци: 5.231 Судије: Миливоје Јовчић, Александар Глишић, Владимир Јевтовић |  |

| 12. 6. 2019. 19:00 | Извештај | Партизан НИС                                                                        | 73 : 72 | Црвена звезда МТС             | Хала Пионир, Београд Гледаоци: 6.500 Судије: Илија Белошевић, Марко Јурас, Урош Обркнежевић |  |
| 12. 6. 2019. 19:00 | Извештај | Четвртине: 17:9, 19:20, 13:24, 24:19                                                |         |                               | Хала Пионир, Београд Гледаоци: 6.500 Судије: Илија Белошевић, Марко Јурас, Урош Обркнежевић |  |
| 12. 6. 2019. 19:00 | Извештај | Поени: Пејџ 19 Скокови: Н. Јанковић 10 Асистенције: Ренфро 3 Индекс: Н. Јанковић 19 |         | Фаје 14 Оџо 7 Барон 7 Фаје 18 | Хала Пионир, Београд Гледаоци: 6.500 Судије: Илија Белошевић, Марко Јурас, Урош Обркнежевић |  |

| 15. 6. 2019. 18:00 | Извештај | Црвена звезда МТС                                                     | 96 : 90 | Партизан НИС                              | Хала Пионир, Београд Гледаоци: 5.634 Судије: Миливоје Јовчић, Марко Јурас, Урош Николић |  |
| 15. 6. 2019. 18:00 | Извештај | Четвртине: 22:18, 26:27, 20:19, 28:26                                 |         |                                           | Хала Пионир, Београд Гледаоци: 5.634 Судије: Миливоје Јовчић, Марко Јурас, Урош Николић |  |
| 15. 6. 2019. 18:00 | Извештај | Поени: Барон 25 Скокови: Фаје 9 Асистенције: Човић 8 Индекс: Барон 28 |         | Маринковић 21 Ренфро 6 Ренфро 8 Ренфро 35 | Хала Пионир, Београд Гледаоци: 5.634 Судије: Миливоје Јовчић, Марко Јурас, Урош Николић |  |

| 17. 6. 2019. 18:00 | Извештај | Партизан НИС                                                                           | 75 : 76 | Црвена звезда МТС               | Хала Пионир, Београд Гледаоци: 6.500 Судије: Илија Белошевић, Урош Обркнежевић, Урош Николић |  |
| 17. 6. 2019. 18:00 | Извештај | Четвртине: 23:16, 19:18, 10:18, 23:24                                                  |         |                                 | Хала Пионир, Београд Гледаоци: 6.500 Судије: Илија Белошевић, Урош Обркнежевић, Урош Николић |  |
| 17. 6. 2019. 18:00 | Извештај | Поени: Гагић, Ренфро 11 Скокови: Величковић 7 Асистенције: Ренфро 4 Индекс: Јарамаз 13 |         | Барон 21 Оџо 7 Човић 7 Барон 19 | Хала Пионир, Београд Гледаоци: 6.500 Судије: Илија Белошевић, Урош Обркнежевић, Урош Николић |  |

## Статистике
- Легенда:
- ИУ: Играо Утакмица
- ПУ: Утакмице у првој постави
- МПИ: Минута по утакмици
- 2ПП%: Проценат шута за два поена
- 3ПП%: Проценат шута за три поена
- СЛБ%: Проценат убачених слободних бацања
- СПИ: Скокова по утакмици
- АПИ: Асистенција по утакмици
- УПИ: Украдене лопте по утакмици
- БПИ: Блокада по утакмици
- ППИ: Поена по утакмици
- ИНД: Индекс успешности по утакмици

### АБА Лига
| Играч                                      | ИУ | ПУ | МПИ  | 2ПП% | 3ПП% | СЛБ% | СПИ | АПИ | УПИ | БПИ | ППИ  | ИНД  |
| ------------------------------------------ | -- | -- | ---- | ---- | ---- | ---- | --- | --- | --- | --- | ---- | ---- |
| Никола Јанковић                            | 8  | 0  | 16.1 | .657 | .000 | .500 | 3.5 | 1.4 | 0.8 | 0.1 | 7.8  | 9.6  |
| Маркус Пејџ                                | 21 | 11 | 25.4 | .440 | .369 | .739 | 2.5 | 4.4 | 1.4 | 0.2 | 12.2 | 12.2 |
| Урош Трифуновић                            | 2  | 0  | 3.0  | .000 | .000 | .000 | 0.0 | 0.5 | 0.0 | 0.0 | 0.0  | -0.5 |
| Бонџа Си                                   | 20 | 15 | 22.3 | .738 | .375 | .741 | 3.5 | 1.4 | 0.9 | 0.1 | 6.8  | 8.2  |
| Александар Аранитовић                      | 5  | 0  | 15.6 | .364 | .231 | .929 | 2.6 | 1.0 | 1.8 | 0.2 | 6.0  | 6.0  |
| Вања Маринковић                            | 20 | 18 | 27.4 | .473 | .303 | .732 | 2.5 | 1.8 | 0.7 | 0.1 | 11.5 | 7.8  |
| Огњен Јарамаз                              | 1  | 0  | 17.0 | .667 | .500 | .714 | 4.0 | 1.0 | 2.0 | 0.0 | 12.0 | 16.0 |
| Амар Гегић                                 | 16 | 5  | 11.7 | .565 | .200 | .563 | 1.1 | 0.4 | 0.4 | 0.1 | 2.6  | 1.6  |
| Новица Величковић                          | 13 | 2  | 9.3  | .538 | .125 | .857 | 2.3 | 1.0 | 0.2 | 0.1 | 4.2  | 4.5  |
| Марко Пецарски                             | 7  | 3  | 8.0  | .400 | .143 | .571 | 2.3 | 0.7 | 0.1 | 0.3 | 2.1  | 2.9  |
| Душан Танасковић                           | 1  | 0  | 2.0  | .000 | .000 | .000 | 0.0 | 0.0 | 0.0 | 0.0 | 0.0  | 0.0  |
| Раде Загорац                               | 15 | 3  | 22.9 | .574 | .259 | .667 | 3.9 | 2.9 | 1.1 | 0.4 | 9.8  | 10.5 |
| Алекс Ренфро                               | 9  | 6  | 23.4 | .452 | .471 | .556 | 3.9 | 5.6 | 0.8 | 0.1 | 9.0  | 11.2 |
| Стефан Јанковић                            | 16 | 9  | 17.5 | .462 | .545 | .720 | 4.2 | 0.9 | 0.7 | 0.6 | 6.8  | 8.1  |
| Џок Лендејл                                | 21 | 16 | 24.2 | .628 | .375 | .761 | 6.2 | 1.9 | 0.6 | 1.1 | 12.3 | 16.1 |
| Ђорђе Гагић                                | 21 | 10 | 12.3 | .596 | .000 | .714 | 3.1 | 0.6 | 0.4 | 0.3 | 7.5  | 8.2  |
| Алексеј Николић                            | 17 | 5  | 21.1 | .387 | .204 | .881 | 1.8 | 2.4 | 1.2 | 0.0 | 6.9  | 6.8  |
| Играчи који су напустили клуб током сезоне |    |    |      |      |      |      |     |     |     |     |      |      |
| Ентони Браун                               | 1  | 0  | 1.0  | .000 | .000 | .000 | 0.0 | 0.0 | 0.0 | 0.0 | 0.0  | -2.0 |
| Страхиња Гавриловић                        | 4  | 1  | 5.8  | .000 | .000 | .000 | 1.2 | 0.3 | 0.8 | 0.0 | 0.0  | 0.5  |

### Еврокуп
| Играч                                      | ИУ | ПУ | МПИ   | 2ПП%  | 3ПП% | СЛБ%  | СПИ | АПИ | УПИ | БПИ | ППИ  | ИНД  |
| ------------------------------------------ | -- | -- | ----- | ----- | ---- | ----- | --- | --- | --- | --- | ---- | ---- |
| Никола Јанковић                            | 5  | 1  | 15:55 | .636  | .000 | .308  | 4.6 | 0.2 | 0.4 | 0.2 | 6.4  | 6.8  |
| Маркус Пејџ                                | 15 | 7  | 26:47 | .432  | .348 | .840  | 2.6 | 3.7 | 0.7 | 0.3 | 10.9 | 10.1 |
| Урош Трифуновић                            | 0  | 0  | 00:00 | .000  | .000 | .000  | 0.0 | 0.0 | 0.0 | 0.0 | 0.0  | 0.0  |
| Бонџа Си                                   | 15 | 11 | 22:42 | .636  | .314 | .846  | 3.9 | 1.1 | 0.9 | 0.4 | 5.7  | 6.7  |
| Александар Аранитовић                      | 4  | 0  | 10:44 | .800  | .000 | 1.000 | 0.8 | 0.5 | 0.0 | 0.3 | 2.5  | 1.3  |
| Вања Маринковић                            | 16 | 15 | 29:07 | .435  | .356 | .727  | 2.3 | 2.3 | 0.4 | 0.1 | 12.4 | 8.0  |
| Амар Гегић                                 | 12 | 3  | 12:07 | .588  | .200 | .667  | 1.3 | 0.8 | 0.3 | 0.2 | 2.4  | 2.5  |
| Новица Величковић                          | 10 | 2  | 8:26  | .278  | .111 | .667  | 2.0 | 0.7 | 0.1 | 0.1 | 1.7  | 0.5  |
| Марко Пецарски                             | 8  | 2  | 4:16  | 1.000 | .000 | .500  | 0.9 | 0.0 | 0.0 | 0.3 | 0.9  | 1.5  |
| Душан Танасковић                           | 1  | 1  | 10:37 | 1.000 | .000 | .000  | 2.0 | 0.0 | 0.0 | 0.0 | 6.0  | 6.0  |
| Раде Загорац                               | 11 | 3  | 21:25 | .592  | .278 | .783  | 3.7 | 2.2 | 1.5 | 0.3 | 9.6  | 10.6 |
| Алекс Ренфро                               | 6  | 6  | 26:55 | .200  | .300 | .929  | 4.3 | 7.3 | 1.0 | 0.2 | 8.0  | 13.5 |
| Стефан Јанковић                            | 13 | 9  | 15:36 | .459  | .280 | .900  | 2.8 | 0.7 | 0.3 | 0.7 | 4.9  | 3.3  |
| Џок Лендејл                                | 16 | 12 | 25:06 | .683  | .381 | .481  | 6.5 | 1.8 | 0.5 | 0.7 | 11.2 | 15.1 |
| Ђорђе Гагић                                | 15 | 5  | 13:05 | .520  | .000 | .619  | 3.9 | 0.9 | 0.4 | 0.5 | 6.9  | 7.4  |
| Алексеј Николић                            | 16 | 3  | 20:59 | .550  | .417 | .903  | 1.9 | 2.6 | 0.4 | 0.0 | 8.3  | 9.3  |
| Играчи који су напустили клуб током сезоне |    |    |       |       |      |       |     |     |     |     |      |      |
| Ентони Браун                               | 2  | 0  | 8:53  | .000  | .000 | .000  | 3.0 | 0.5 | 0.0 | 0.0 | 0.0  | 0.0  |
| Страхиња Гавриловић                        | 8  | 3  | 15:21 | .538  | .000 | .800  | 2.4 | 0.5 | 0.4 | 0.1 | 5.0  | 3.8  |

### Куп Радивоја Кораћа
| Играч                 | ИУ                    | ПУ                    | МПИ                   | 2ПП%                  | 3ПП%                  | СЛБ%                  | СПИ                   | АПИ                   | УПИ                   | БПИ                   | ППИ                   | ИНД                   |
| --------------------- | --------------------- | --------------------- | --------------------- | --------------------- | --------------------- | --------------------- | --------------------- | --------------------- | --------------------- | --------------------- | --------------------- | --------------------- |
| Никола Јанковић       | 3                     | 0                     | 13:20                 | .600                  | .333                  | .000                  | 3.0                   | 1.5                   | 0.6                   | 0.3                   | 7.5                   | 6.3                   |
| Маркус Пејџ           | 3                     | 0                     | 16:35                 | .000                  | .166                  | .000                  | 2.0                   | 3.0                   | 1.0                   | 0.3                   | 3.0                   | 2.3                   |
| Урош Трифуновић       | 1                     | 0                     | 10:00                 | .660                  | .000                  | .000                  | 1.0                   | 0.0                   | 0.0                   | 0.0                   | 4.0                   | 5.0                   |
| Бонџа Си              | 3                     | 3                     | 21:37                 | .500                  | .526                  | .333                  | 3.5                   | 2.5                   | 1.0                   | 0.0                   | 8.5                   | 9.0                   |
| Александар Аранитовић | 0                     | 0                     | 00:00                 | .000                  | .000                  | .000                  | 0.0                   | 0.0                   | 0.0                   | 0.0                   | 0.0                   | 0.0                   |
| Вања Маринковић       | 3                     | 2                     | 24:14                 | .250                  | .513                  | .220                  | 2.5                   | 0.0                   | 0.3                   | 0.6                   | 10.0                  | 5.3                   |
| Огњен Јарамаз         | 3                     | 0                     | 21:11                 | .250                  | .333                  | .000                  | 2.0                   | 4.5                   | 0.0                   | 0.0                   | 1.0                   | 4.0                   |
| Амар Гегић            | 3                     | 1                     | 10:45                 | .000                  | .166                  | .000                  | 0.5                   | 2.5                   | 0.0                   | 0.0                   | 1.5                   | 1.3                   |
| Новица Величковић     | 3                     | 3                     | 21:50                 | .643                  | .333                  | .803                  | 5.0                   | 3.0                   | 0.3                   | 0.6                   | 8.5                   | 12.3                  |
| Марко Пецарски        | 1                     | 0                     | 16:11                 | .830                  | .500                  | .500                  | 6.0                   | 1.0                   | 0.0                   | 0.0                   | 14.0                  | 16.0                  |
| Душан Танасковић      | 0                     | 0                     | 00:00                 | .000                  | .000                  | .000                  | 0.0                   | 0.0                   | 0.0                   | 0.0                   | 0.0                   | 0.0                   |
| Раде Загорац          | Није играо (повређен) | Није играо (повређен) | Није играо (повређен) | Није играо (повређен) | Није играо (повређен) | Није играо (повређен) | Није играо (повређен) | Није играо (повређен) | Није играо (повређен) | Није играо (повређен) | Није играо (повређен) | Није играо (повређен) |
| Алекс Ренфро          | 3                     | 3                     | 22:20                 | .543                  | .396                  | .190                  | 3.5                   | 6.5                   | 1.0                   | 0.0                   | 12.5                  | 20.3                  |
| Стефан Јанковић       | 2                     | 0                     | 3:40                  | 1.000                 | .000                  | .750                  | 1.0                   | 0.0                   | 0.0                   | 0.0                   | 3.0                   | 2.0                   |
| Џок Лендејл           | 3                     | 3                     | 21:14                 | .650                  | 1.000                 | .570                  | 5.5                   | 1.5                   | 0.3                   | 0.6                   | 15.0                  | 21.0                  |
| Ђорђе Гагић           | 3                     | 0                     | 12:02                 | .960                  | .000                  | .523                  | 6.0                   | 0.5                   | 0.3                   | 0.3                   | 14.5                  | 16.6                  |
| Алексеј Николић       | Није играо (повређен) | Није играо (повређен) | Није играо (повређен) | Није играо (повређен) | Није играо (повређен) | Није играо (повређен) | Није играо (повређен) | Није играо (повређен) | Није играо (повређен) | Није играо (повређен) | Није играо (повређен) | Није играо (повређен) |

## Индивидуална признања (награде)
Јадранска лига
Најкориснији играч кола
- Вања Маринковић – 10 коло

Најкориснији играч месеца
- Маркус Пејџ – Јануар 2019

Идеална стартна петорка АБА лиге
- Џок Лендејл

Куп Радивоја Кораћа
Најкориснији играч
- Алекс Ренфро

Најбољи стрелац
- Џок Лендејл

## Посећеност утакмица
- АБА Лига:

| Поз. | Клуб         | Утакмица | Укупна посета | Најбоља посета | Најлошија посета | Просечна посета |
| ---- | ------------ | -------- | ------------- | -------------- | ---------------- | --------------- |
| 1    | Партизан НИС | 11       | 59.920        | 7.920          | 1.200            | 5.447           |

- Еврокуп:

| Поз. | Клуб         | Утакмица | Укупна посета | Најбоља посета | Најлошија посета | Просечна посета |
| ---- | ------------ | -------- | ------------- | -------------- | ---------------- | --------------- |
| 1    | Партизан НИС | 8        | 48.183        | 6.464          | 5.250            | 6.022           |

- Куп Радивоја Кораћа:

| Поз. | Клуб         | Утакмица | Укупна посета | Најбоља посета | Најлошија посета | Просечна посета |
| ---- | ------------ | -------- | ------------- | -------------- | ---------------- | --------------- |
| 2    | Партизан НИС | 3        | 9.500         | 4.500          | 2.000            | 3.166           |

- Суперкуп АБА лиге:

| Поз. | Клуб         | Утакмица | Укупна посета | Најбоља посета | Најлошија посета | Просечна посета |
| ---- | ------------ | -------- | ------------- | -------------- | ---------------- | --------------- |
| 2    | Партизан НИС | 2        | 3.000         | 2.000          | 1.000            | 1.500           |

## Менаџмент

### Управа
| Председник клуба    | Остоја Мијаиловић |
| Потпредседник клуба | Милан Искрин      |

### Управни одбор
| Члан управног одбора | Проф. др Предраг Вујовић |
| Члан управног одбора | Небојша Ускоковић        |
| Члан управног одбора | Богдан Диклић            |
| Члан управног одбора | Иван Бајковић            |
| Члан управног одбора | Синиша Вукојичић         |
| Члан управног одбора | Војислав Лазаревић       |
| Члан управног одбора | Живко Малетковић         |
| Члан управног одбора | Проф. др Славиша Путић   |
| Члан управног одбора | Александар Павловић      |
| Члан управног одбора | Владимир Аџић            |
| Члан управног одбора | Горан Тодоровић          |
| Члан управног одбора | Слобо Спасовић           |
| Члан управног одбора | Ненад Ковач              |
| Члан управног одбора | Мирко Гавриловић         |
| Члан управног одбора | Небојша Иковић           |
| Члан управног одбора | Александар Михаиловић    |
| Члан управног одбора | Иван Трифуновић          |

### Администрација
| Саветник председника за спортска питања | Драган Тодорић  |
| Директор                                | Дејан Кијановић |
| Извршни директор                        | Млађан Шилобад  |
| Потпарол                                | Иван Ивковић    |
| Рачуноводство и продаја карата          | Вук Рајковић    |
| Комесар за безбедност                   | Синиша Грбић    |
| Секретарица                             | Весна Добрић    |

### Млађе селекције
| Директор омладинске школе     | Зоран Стевановић      |
| Секретар                      | Здравко Бућан         |
| Тренер јуниорског тима        | Александар Бућан      |
| Тренер пионирског тима        | Драгиша Андрић        |
| Тренер пионирског тима        | Бојан Симанић         |
| Тренер млађег пионирског тима | Александар Драгићевић |
| Директор млађих категорија    | Владимир Драгутиновић |
| Координатор млађих селекција  | Жарко Вучуровић       |

## Стручни штаб
| Спортски директор            | Никола Лончар      |
| Шеф стручног штаба           | Андреа Тринкијери  |
| Помоћни тренер               | Владо Шћепановић   |
| Кондициони тренер            | Сеад Крџалић       |
| Помоћни тренер               | Александар Матовић |
| Асистент кондиционог тренера | Ален Ђорђевић      |
| Менаџер тима                 | Душан Кецман       |

### Помоћно особље и медицински тим
| Економ      | Никола Томашевић |
| Статистичар | Небојша Јаничић  |

| Доктор        | Др Момчило Јаковљевић       |
| Физиотерапеут | Предраг Шапина              |
| Физиотерапеут | Милан Босић                 |
| Стоматолог    | Проф. др Зоран Р. Вулићевић |

## Маркетинг

### СпонзориКК Партизан
Поред генералног спонзора НИС-а, остали спонзори Партизана су компаније МТС (MTS), Тесла (Tesla), Ситроен Ниш (Citroen Niš), Биг Пица (BigPizza), Роминг Нетворкс (Roaming Networks), Андер Армор (Under Armour), Милшпед Група (Milsped Group), Жижгин (Žižgin), Хендор Реал Естејт (Hendor Real Estate), Вианор (Vianor), Барбоса (Barbosa), Ктитор (Ktitor), Тикетлајн (Ticketline), Факултет за спорт „Никола Тесла” Београд, Физио Врачар (Fizio Vračar), Виталис Доктор Група (Vitalis Doctor Group), Установа Дечије Одмаралиште Златибор.